# Zahara (Musikerin, 1987)

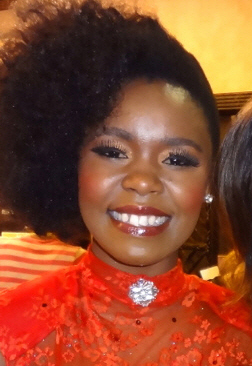
Zahara (2012)

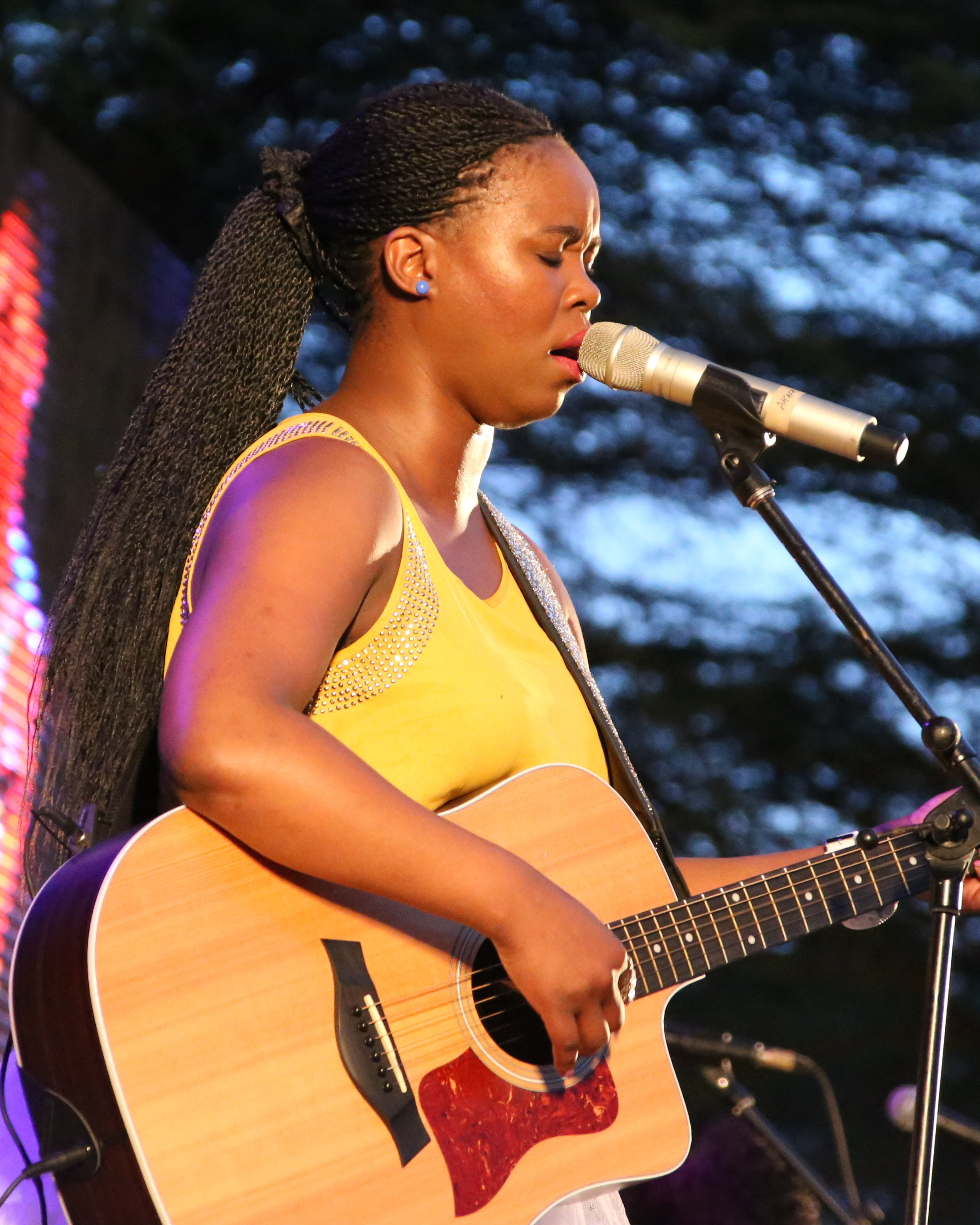
Zahara (2013)

Zahara (bürgerlicher Name Bulelwa Mkutukana; * 9. November 1987 in Phumlani bei East London; † 11. Dezember 2023 in Johannesburg) war eine südafrikanische Singer-Songwriterin.

## Leben
Zahara sang sowohl in isiXhosa, ihrer Muttersprache, als auch auf Englisch. Ihr Instrument war die akustische Gitarre. Die Stilrichtung ihrer Musik wird als „Afro-Soul“ bezeichnet.
Von ihrem Debütalbum Loliwe (2011) verkaufte sie innerhalb von drei Wochen über 100.000 Exemplare. Sie wurde in Südafrika mehrfach ausgezeichnet.
Zahara war alkoholabhängig. Sie starb am 11. Dezember 2023 im Alter von 36 Jahren an einer Lebererkrankung in einem Krankenhaus in Johannesburg.

## Diskografie
- 2011: Loliwe
- 2013: Phendula
- 2015: Country Girl
- 2017: Mgodi (ZA: Gold)[4]
- 2021: Nqaba Yam

## Auszeichnungen
- 2011: „Lied des Jahres“ und „Bestes weibliches Album“ für Loliwe bei den Metro FM Music Awards[5]
- 2012: Acht South African Music Awards für Loliwe[6]
- 2012: Kora All African Music Award in der Kategorie Beste Künstlerin aus dem südlichen Afrika
- 2014: Best Female Southern Africa bei den AFRIMMA[7]